# Adriana Kučerová
Adriana Kučerová es una soprano eslovaca.

## Trayectoria
Cursó sus estudios musicales en la escuela de música de Bratislava, en el Conservatorio Superior de Música y Danza de Lyon, y en la Universidad de Música y Arte Dramático de Bratislava.
Ha participado en las clases magistrales de Sona Ghazarian y Rolando Panerai, y fue galardonada en los Premios de Música para la Juventud de Hamburgo en 2001, y un año más tarde en la Academia Internacional de Verano Praga-Viena-Budapest. Obtuvo el primer premio en el Concurso Internacional Hans Gabor Belvedere de Viena, así como varios premios especiales concedidos por el público en la Fundación Gulbenkian y en la Scala de Milán.
Desde 2004 es miembro del Teatro Nacional Eslovaco de Bratislava, donde ha interpretado papeles como Morgana en Alcina, la primera sobrina en Peter Grimes, y la Ninfa 1 en Rusalka.